# Ngũ Thư
Ngũ Thư, còn gọi là Ngũ Kinh, là năm quyển sách đầu tiên trong Kinh Thánh Hebrew. Trong Do Thái giáo, Ngũ Thư được gọi là Torah, và là phần đầu của Tanakh; trong khi đó với Kitô giáo, đây là phần đầu của Cựu Ước. Năm sách này là Sách Sáng thế, Sách Xuất hành, Sách Lêvi, Sách Dân số và Sách Đệ nhị luật theo cách gọi của Bản Bảy Mươi tiếng Hy Lạp.
Năm sách này trình bày về công cuộc sáng tạo vũ trụ và muôn loài của Thiên Chúa, sự kiện cả dân tộc Israel được giải thoát ra khỏi Ai Cập, giao ước của dân với Thiên Chúa, hành trình tiến về miền đất hứa Canaan, các luật lệ tôn giáo và dân sự, những vấn đề lớn có liên quan đến lịch sử sơ khai của Israel v.v..